# Evi Sachenbacher-Stehle
Evi Sachenbacher-Stehle (* 27. November 1980 als Evi Sachenbacher in Traunstein) ist eine deutsche ehemalige Skilangläuferin und Biathletin. Sie war Mitglied in der Sportfördergruppe der Bundeswehr in der Jägerkaserne in Bischofswiesen, zuletzt bekleidete sie den Rang eines Hauptfeldwebels.

## Karriere

### Skilanglauf
Ihren ersten Einsatz im Skilanglauf-Weltcup hatte Evi Sachenbacher 1998 beim Sprint in Garmisch-Partenkirchen, in dem sie den 14. Platz belegte. Bei den Juniorenweltmeisterschaften 1999 im österreichischen Saalfelden am Steinernen Meer gewann sie mit der deutschen 4-mal-5-Kilometer-Staffel die Silbermedaille und wurde über 15 Kilometer Dritte. Im Einzelrennen über fünf Kilometer verpasste sie als Vierte knapp die Medaillenrennen. Bei den Weltmeisterschaften 1999 in der Ramsau gewann sie mit der Staffel die Bronzemedaille. Bei den Juniorenweltmeisterschaften 2000 im slowakischen Štrbské Pleso konnte sie über 15-Kilometer Junioren-Weltmeisterin werden und gewann über fünf Kilometer die Bronzemedaille. Mit der deutschen Staffel wurde sie diesmal Vierte. Ihr erstes Weltcup-Podium war zugleich ihr erster Weltcupsieg, den sie 2001 beim Sprint in Garmisch-Partenkirchen errang. Bei den Olympischen Winterspielen 2002 in Salt Lake City gewann sie die Goldmedaille mit der Staffel und die Silbermedaille im Sprint. Dafür wurde sie am 6. Mai 2002 von Bundespräsident Johannes Rau mit dem Silbernen Lorbeerblatt ausgezeichnet.
Ihren zweiten Weltcupsieg erreichte Sachenbacher im November 2002 im schwedischen Kiruna beim 5 Kilometer Freistilrennen. Nach Gold in der Staffel und Silber in der Verfolgung bei den Weltmeisterschaften 2003 im Fleimstal folgten zwei schwächere Jahre. Die Wende schaffte Sachenbacher mit dem privat finanzierten Langlauftrainer Wolfgang Pichler, der sie wieder in die Weltspitze zurückführte.
Bei der obligatorischen Blutprobe im Vorfeld der Olympischen Winterspiele 2006 in Turin wurde bei Sachenbacher-Stehle ein erhöhter Hämoglobinwert von 16,4 g/dl (einige Quellen schreiben auch 16,3 g/dl) festgestellt, erlaubt ist bei Frauen aber nur ein Wert von maximal 16,0 g/dl. Der Internationale Skiverband (FIS) verhängte daraufhin eine Schutzsperre von fünf Tagen. Dadurch verpasste Sachenbacher-Stehle das 15-km-Jagdrennen. Der Deutsche Skiverband reichte gegen die Sperre Klage beim Internationalen Sportgerichtshof (CAS) ein, der die Klage ablehnte. Nach einem weiteren Test lag der Hämoglobinwert wieder unter dem Grenzwert, so dass sie an den Olympischen Spielen 2006 wieder teilnehmen durfte. Dort errang sie bei der 4-mal-5-Kilometer-Staffel der Damen am 18. Februar 2006 die Silbermedaille.
Nach den Olympischen Spielen zeigte Sachenbacher-Stehle eine hervorragende Form. So konnte sie das Verfolgungsrennen in Falun für sich entscheiden und beim traditionellen 30-km-Rennen am Holmenkollen den dritten Platz belegen. Im Gesamtweltcup wurde sie letztendlich als beste Deutsche Vierte und holte abschließend noch bei der Langlauf-DM in Balderschwang mit der bayerischen Staffel den Titel.
Die Premiere der Tour de Ski beendete Sachenbacher-Stehle 2007 auf Gesamtrang acht, den gleichen Gesamtrang erreichte sie auch 2008. Bei den Weltmeisterschaften 2007 holte Sachenbacher-Stehle gemeinsam mit Claudia Nystad Silber im Teamsprint und mit der deutschen Mannschaft Silber in der 4-mal-5-Kilometer-Staffel. Bei den Weltmeisterschaften 2009 holte Sachenbacher-Stehle die Silbermedaille mit der deutschen Mannschaft.
Bei den Olympischen Spielen 2010 in Vancouver wurde Sachenbacher-Stehle zusammen mit Claudia Nystad Olympiasiegerin im Teamsprint und gewann zusammen mit Katrin Zeller, Miriam Gössner und Claudia Nystad in der Staffel Silber. Die nacholympische Saison 2010/11 verlief für Sachenbacher-Stehle nicht erfolgreich, als beste Platzierung erreichte sie bei nur 10 Teilnahmen an Weltcuprennen einen neunten Platz bei der Verfolgung von Rybinsk. Als Grund dafür gibt Sachenbacher-Stehle verschiedene Nahrungsmittelunverträglichkeiten an. Am Skilanglauf-Weltcup 2011/12 nahm sie nicht teil. Stattdessen fanden sporadisch Starts beim Alpencup statt. Dabei erreichte sie mit Rang zwei in Arvieux und Rang drei in Zwiesel Podestplatzierungen.

### Biathlon

#### Einstieg und erste Weltcup-Erfolge
Im März 2012 gab Evi Sachenbacher-Stehle bekannt, die Vorbereitung für die Wintersaison 2012/13 mit den Biathleten zu absolvieren, um neue Trainingsreize zu setzen. Am 16. Mai 2012 gab sie bekannt, ab der Saison 2012/13 im Biathlon zu starten. Ihren ersten offiziellen Wettkampf beendete sie am 14. September 2012 auf Skirollern in der bayerischen Mixed-Staffel, gemeinsam mit Florian Graf und Michael Greis mit der Deutschen Meisterschaft. Bereits in ihrem ersten offiziellen Wettkampf sicherte sich Sachenbacher-Stehle ihren ersten deutschen Meistertitel im Biathlon.
Am 24. November 2012 debütierte Evi Sachenbacher-Stehle im IBU-Cup beim Sprint im schwedischen Idre auf Platz 24. Bei ihrem ersten Einzelwettkampf in dieser Rennserie am 30. November 2012 belegte sie Rang 23 im norwegischen Beitostølen. Am 6. Januar 2013 erreichte sie beim vierten IBU-Cup im estnischen Otepää mit einem zweiten Rang im Sprint hinter Jekaterina Jurjewa ihre erste Podiumsplatzierung im neuen Sport.
Durch ihre Leistungen bei den ersten vier Rennen im IBU-Cup qualifizierte sich Sachenbacher-Stehle für den Biathlon-Weltcup. Hier startete sie erstmals im Sprint von Pokljuka am 14. Dezember 2012 und kam auf Platz 59 ins Ziel, wodurch sie sich auch die Qualifikation für das anschließende Verfolgungsrennen sicherte, in welchem sie den 48. Rang erreichte. Nach längerer Pause im Weltcup erreichte sie in Oslo erstmals die Punkteränge und lief am 9. März 2013 im Sprint auf der zukünftigen Olympia-Strecke in Sotschi auf den sechsten Platz, ihr vorläufig bestes Resultat. Einen Tag später konnte sie bei ihrem ersten Staffeleinsatz den ersten Sieg im Biathlonweltcup feiern. Sie siegte zusammen mit Andrea Henkel, Miriam Gössner und Laura Dahlmeier.

#### Olympische Winterspiele 2014 und positiver Methylhexanamin-Befund
Bei den Olympischen Winterspielen 2014 in Sotschi belegte Sachenbacher-Stehle im Sprint den elften Platz und fiel in der anschließenden Verfolgung am 11. Februar auf Platz 27 zurück. Am selben Tag musste sie zur Dopingkontrolle, die ohne Befund war. Im Olympischen Einzelrennen in Sotschi erreichte sie mit drei Strafminuten Platz 20. Obwohl sie im Massenstart am 17. Februar 2014 erstmals in einem Biathlon-Rennen 20 Mal traf und somit keine Strafrunde absolvieren musste, belegte Sachenbacher-Stehle hinter den drei Medaillengewinnern Darja Domratschawa, Gabriela Soukalová und Tiril Eckhoff, die ihre Schießfehler mit einer stärkeren Laufleistung kompensieren konnten, am Ende den vierten Platz. Bei der im direkten Anschluss an dieses Rennen genommenen Dopingprobe wurden in ihrem Urin Spuren von Methylhexanamin gefunden. Der Deutsche Olympische Sportbund schloss Sachenbacher-Stehle aufgrund der positiven Dopingprobe am 21. Februar 2014 aus der deutschen Olympiamannschaft aus. Am selben Tag wurde Sachenbacher-Stehles vierter Platz im Massenstart und der mit ihr anschließend erreichte vierte Platz der deutschen Mixed-Staffel durch die Disziplinarkommission des Internationalen Olympischen Komitees aberkannt. Sachenbacher-Stehle gab an, die Substanz unbewusst über ein Nahrungsergänzungsmittel, das sie von einem privaten Ernährungsberater erhielt, aufgenommen zu haben.
Die Internationale Biathlon-Union sperrte Sachenbacher-Stehle am 16. Juli 2014 für einen Zeitraum von zwei Jahren, der rückwirkend mit dem 17. Februar 2014 begann. Sachenbacher-Stehle legte dagegen beim Internationalen Sportgerichtshof Einspruch ein, der die Sperre am 14. November 2014 auf sechs Monate reduzierte. Am 30. November 2014 erklärte sie ihren Rücktritt vom aktiven Leistungssport. Sie sehe sich nach der langen Pause nicht mehr imstande, ihren eigenen Ansprüchen zu genügen: „Drei Monate Training fehlen, mich haben die letzten Monate sehr viel Kraft gekostet, man ist mit mir auch menschlich nicht immer gut umgegangen.“

## Privates
Evi Sachenbacher lebt in Fischen im Allgäu. Sie heiratete am 2. Juli 2005 den alpinen Skirennläufer Johannes Stehle, trägt seitdem den Doppelnamen Sachenbacher-Stehle und hat zwei Kinder. Im Herbst 2014 begann sie ein Studium der Ernährungswissenschaften.

## Sonstiges
Sachenbacher-Stehle belegte bei der vom 14. Februar bis 4. April 2017 gesendeten zweiten Staffel der Vox-Wettkampfshow Ewige Helden den zweiten Platz.
Sachenbacher-Stehle nahm im September 2017 an einem Promi-Special der Sat.1-Kochshow The Taste teil, wo sie den ersten Platz belegte.
Bei dem Winterspecial von Ewige Helden, das im Dezember 2018 ausgestrahlt wurde, belegte Sachenbacher-Stehle den ersten Platz vor Jennifer Oeser und Philipp Boy.
Im März 2019 war sie bei der Promiausgabe von Das große Backen zu sehen und belegte den ersten Platz. Im November 2019 nahm sie an einem Promi Special von Ninja Warrior Germany – Die stärkste Show Deutschlands teil und wurde „Last Woman Standing“.

## Statistik

### Skilanglauf

#### Weltcupsiege
Alle Siege bei Weltcups, getrennt aufgelistet nach Einzel- und Staffelrennen.
| Nr. | Datum         | Ort                    | Disziplin              |
| --- | ------------- | ---------------------- | ---------------------- |
| 1.  | 27. Dez. 2001 | Garmisch-Partenkirchen | 1,5 km Sprint Freistil |
| 2.  | 23. Nov. 2002 | Kiruna                 | 5 km Freistil          |
| 3.  | 8. März 2006  | Falun                  | 10 km Doppelverfolgung |

| Nr. | Datum         | Ort                  | Disziplin  |
| --- | ------------- | -------------------- | ---------- |
| 1.  | 19. Jan. 2003 | Nové Město na Moravě | Staffel    |
| 2.  | 14. Feb. 2003 | Asiago               | Teamsprint |
| 3.  | 23. März 2003 | Falun                | Staffel    |
| 4.  | 18. März 2006 | Sapporo              | Teamsprint |
| 5.  | 17. Dez. 2006 | La Clusaz            | Staffel    |
| 6.  | 25. März 2007 | Falun                | Staffel    |
| 7.  | 24. Jan. 2010 | Rybinsk              | Teamsprint |

#### Platzierungen im Skilanglauf-Weltcup
Die Tabelle zeigt die erreichten Platzierungen im Einzelnen.
- 1.–3. Platz: Anzahl der Podiumsplatzierungen
- Top 10: Anzahl der Platzierungen unter den ersten zehn
- Punkteränge: Anzahl der Platzierungen innerhalb der Punkteränge
- Starts: Anzahl gelaufener Rennen in der jeweiligen Disziplin
- Hinweis: Bei den Distanzrennen erfolgt die Einordnung gemäß FIS.

| Platzierung         | Distanzrennen a | Distanzrennen a | Distanzrennen a | Distanzrennen a | Distanzrennen a | Skiathlon Verfolgung | Sprint | Etappen- rennen b | Gesamt | Team c | Team c  |
| Platzierung         | ≤ 5 km          | ≤ 10 km         | ≤ 15 km         | ≤ 30 km         | > 30 km         | Skiathlon Verfolgung | Sprint | Etappen- rennen b | Gesamt | Sprint | Staffel |
| ------------------- | --------------- | --------------- | --------------- | --------------- | --------------- | -------------------- | ------ | ----------------- | ------ | ------ | ------- |
| 1. Platz            | 1               |                 |                 |                 |                 | 1                    | 1      |                   | 3      | 3      | 4       |
| 2. Platz            |                 |                 |                 |                 |                 | 2                    | 2      |                   | 4      | 3      | 10      |
| 3. Platz            |                 | 1               |                 | 1               |                 | 2                    | 1      |                   | 5      |        | 4       |
| Top 10              | 3               | 17              | 6               | 8               |                 | 13                   | 16     | 3                 | 66     | 11     | 25      |
| Punkteränge         | 7               | 51              | 16              | 10              |                 | 21                   | 55     | 4                 | 164    | 12     | 25      |
| Starts              | 10              | 59              | 18              | 11              |                 | 21                   | 66     | 4                 | 189    | 12     | 25      |
| Stand: Karriereende |                 |                 |                 |                 |                 |                      |        |                   |        |        |         |

#### Weltcup-Gesamtplatzierungen
| Saison    | Gesamt | Gesamt | Distanz | Distanz | Sprint | Sprint |
| Saison    | Punkte | Platz  | Punkte  | Platz   | Punkte | Platz  |
| --------- | ------ | ------ | ------- | ------- | ------ | ------ |
| 1998/99   | 31     | 44.    | 14      | 40. 1   | 21     | 51.    |
| 1999/2000 | 37     | 49.    | 9       | 48. 1   | 23     | 38.    |
| 2000/01   | 83     | 43.    | –       | –       | 29     | 41.    |
| 2001/02   | 289    | 16.    | –       | –       | 237    | 4.     |
| 2002/03   | 667    | 4.     | –       | –       | 190    | 9.     |
| 2003/04   | 504    | 11.    | 368     | 12.     | 136    | 13.    |
| 2004/05   | 289    | 14.    | 242     | 13.     | 47     | 31.    |
| 2005/06   | 716    | 4.     | 575     | 5.      | 146    | 19.    |
| 2006/07   | 438    | 9.     | 192     | 14.     | 122    | 18.    |
| 2007/08   | 738    | 10.    | 398     | 10.     | 233    | 11.    |
| 2008/09   | 430    | 17.    | 271     | 17.     | 95     | 29.    |
| 2009/10   | 394    | 16.    | 293     | 13.     | 61     | 39.    |
| 2010/11   | 52     | 60.    | 52      | 40.     | –      | -      |

### Biathlon

#### Weltcupsiege
Alle Siege bei Weltcups, getrennt aufgelistet nach Einzel- und Staffelrennen. Durch Anklicken des Symbols im Tabellenkopf sind die Spalten sortierbar.
| \| Nr. \| Datum \| Ort \| Disziplin \| \| --- \| ------------- \| ---------- \| --------- \| \| 1. \| 10. März 2013 \| Sotschi \| Staffel \| \| 2. \| 8. Jan. 2014 \| Ruhpolding \| Staffel \| |               |            |           |
| Nr. | Datum         | Ort        | Disziplin |
| 1. | 10. März 2013 | Sotschi    | Staffel   |
| 2. | 8. Jan. 2014  | Ruhpolding | Staffel   |

#### Platzierungen in Biathlon-Weltcup
Die Tabelle zeigt alle Platzierungen (je nach Austragungsjahr einschließlich Olympische Spiele und Weltmeisterschaften).
- 1.–3. Platz: Anzahl der Podiumsplatzierungen
- Top 10: Anzahl der Platzierungen unter den ersten zehn (einschließlich Podium)
- Punkteränge: Anzahl der Platzierungen innerhalb der Punkteränge (einschließlich Podium und Top 10)
- Starts: Anzahl gelaufener Rennen in der jeweiligen Disziplin

| Platzierung         | Einzel | Sprint | Verfolgung | Massenstart | Staffel | Gesamt |
| ------------------- | ------ | ------ | ---------- | ----------- | ------- | ------ |
| 1. Platz            |        |        |            |             | 2       | 2      |
| 2. Platz            |        |        |            |             |         |        |
| 3. Platz            |        |        |            |             |         |        |
| Top 10              |        | 2      | 1          |             | 2       | 5      |
| Punkteränge         | 2      | 6      | 4          | 1           | 2       | 15     |
| Starts              | 3      | 10     | 5          | 1           | 2       | 21     |
| Stand: Karriereende |        |        |            |             |         |        |